# Баб-Агнау
Баб-Агнау (араб. باب اكناو) — одна з 19 брам міста Марракеш (Марокко). Вони були зведені в XII столітті під час правління династії Альмохадів.
У той час, як Баб ер-Робб слугував офіційним входом у місто, Баб-Агнау вели в чернецьку касбу, розташовану в південній частині медініи Марракеша. У касбі, збудованій альмохадським султаном Абу Юсуфом Якубом аль-Мансуром, знаходяться Ель-Мансурія (мечеть касби), палац Ель-Баді та Саадські гробниці.

## Етимологія
Найбільш поширена теорія походження назви Баб-Агнау полягає в тому, що Агнау, як і Гнауа, імовірно походить від берберського слова «агнав», що буквально означає «глуха людина» або «німа людина» і використовується для позначення «не-берберських людей» (які не розуміють або не говорять берберською мовою). Зазвичай воно позначає «чорних людей» на південь від Сахари. Це можна пояснити тим, що ворота виходять на південь, у бік від берберської Північної Африки на південь від Сахари (чорна Африка). Деякі джерела не погоджуються з цією теорією і перекладають Агнау з берберського як «німий баран без рогів».
Баб (араб. باب) з арабської мови перекладається як брами або двері.
Також у деяких історичних джерелах брама згадуються під назвами Баб-ель-Кухель (також пов'язана з «чорними людьми») або Баб-Лексер (палацові брами).

## Опис
Функція воріт, як монарського входу, була значною мірою декоративною. Фасад Баб-Агнау складається з секцій каменю, що чергуються, ймовірно здобутого в околицях Марракеша, і цегли, що оточує підковообразну арку. Кутові частини прикрашені декоративними квітковими елементами, розташованими навколо раковини. Цей орнамент обрамлений трьома панелями, і на цих панелях є напис з Корану, виконаний арабською магріською за допомогою шаруватих куфічних букв.
Кам'яна кладка перебуває у поганому стані. Причинами руйнувань були названі наявність розчинних солей, зокрема хлоридів і сульфатів, присутніх у розчині, що використовується для фіксації каменів, а також забруднення повітря, що негативно впливає на стан воріт.
Баб-Агнау були відремонтовані зі зменшенням у розмірах під час правління султана Мохаммеда III бен Абдаллаха, у середині-кінці XVIII століття. Прообрази цих підковоподібних воріт, з їхніми кутовими частинами, обрамленими коранічними написами, можна виявити в Мескіта в Кордова (місто, Іспанія), які також багато в чому схожими з сучасними Баб-ер-Руа в Рабат.